# Lemnia
Lemnia (in ungherese Lemhény) è un comune della Romania di 1989 abitanti, ubicato nel distretto di Covasna, nella regione storica della Transilvania.
Dal comune di Lemnia si sono staccati nel 2004 i villaggi di Mereni e Lutoasa, andando a formare il nuovo comune di Mereni.